# Tino Sabbadini
Settimio Sabbadini, detto Tino (Monsempron-Libos, 21 agosto 1928 – Monsempron-Libos, 7 novembre 2002), è stato un ciclista su strada francese di origini italiane.
Professionista dal 1950 al 1964 vinse una tappa al Tour de France 1958 precedendo in una volata ristretta Louison Bobet e Gastone Nencini.
Nel 1960 fu secondo alla Parigi-Roubaix preceduto di pochi secondi da Pino Cerami.

## Palmarès
- 1950 (Terrot, tre vinttorie)

Polymultipliée lyonnaise
Grand Prix de la ville de Ribérac
Villeneuve-sur-Lot
- 1951 (Terrot, due vittorie)

Campionati francesi indipendenti, Prova in linea
7ª tappa Circuit des six provences (Vals-les-Bains > Lione)
- 1952 (Terrot, tre vittorie)

6ª tappa, 2ª semitappa Critérium du Dauphiné Libére
6ª tappa, 2ª semitappa Tour du Sud-Est
1ª tappa Circuit des six provences
- 1953 (Terrot, una vittoria)

8ª tappa Circuit des six provences
- 1955 (Terrot, tre vittorie)

Grand Prix de Nantes
1ª tappa, 2ª semitappa Circuit de la Vienne (Châtellerault > Châtellerault)
Classifica generale Circuit de la Vienne
- 1956 (Royal Fabric, tre vittorie)

Circuit de l'Indre
Villeneuve-sur-Lot
4ª tappa Critérium du Dauphiné Libére (Villeurbanne > Annency)
- 1957 (Mercier, una vittorie)

Circuit de l'Indre
- 1958 (Mercier, cinque vittorie)

Grand Prix de Cannes
5ª tappa Tour de France (Versailles > Caen)
1ª tappa Tour de Romandie (Porrentruy > Sion)
1ª tappa Grand Prix du Midi Libre (Nîmes > Alés)
1ª tappa, 2ª semitappa Tour de l'Ariage
- 1959 (Mercier, due vittorie)

2ª tappa Tour de Picardie
1ª tappa Circuit d'Aquitaine
- 1960 (Mercier, una vittoria)

2ª tappa Quatre Jours de Dunkerque (Dinkerque > Dunkerque)
- 1961 (Mercier, vittorie)

Grand Prix Izarra
Prix de la Saint Jean - La Couronne

### Altri successi
- 1952 (Terrot, una vittoria)

Criterium di Bordeaux
- 1953 (Terrot, una vittoria)

Prix Antonin Reix - Saint-Junien (Criterium)
- 1954 (Terrot, tre vittorie)

Poitiers Nocturne (Criterium)
Criterium di Barsac
Criterium di Vieilleville
- 1955 (Terrot, tre vittorie)

Criterium di Nantes
Criterium di Tarbes
Criterium di Dax
Criterium di Villiers
- 1958 (Mercier, due vittorie)

Criterium di Gap
Criterium di Eymet
- 1959 (Mercier, tre vittorie)

Boucles d'Allassac (Criterium)
Criterium di Agen
Criterium di Bonnat
Criterium di Dax
- 1960 (Mercier, due vittorie)

Criterium di Trédion
Criterium di Ribérac
- 1961 (Mercier, una vittoria)

Criterium di Bayonne
- 1962 (Mercier, una vittoria)

Défi de Nore - Mazamet (Criterium)

## Piazzamenti

### Grandi giri
1952: 70º
1953: ritirato (alla 7ª tappa)
1956: 84º
1957: ritirato (alla 17ª tappa)
1958: 53º
1959: 62º
1960: 60º

### Classiche monumento
- Milano-Sanremo

1961: 86º
- Giro delle Fiandre

1962: 41º
- Parigi-Roubaix

1958: 59º
1959: 5º
1960: 2º
1961: 16º
1962: 57º